# Aristida calcicola
Aristida calcicola är en gräsart som beskrevs av Albert Spear Hitchcock och Erik Leonard Ekman. Aristida calcicola ingår i släktet Aristida och familjen gräs. Inga underarter finns listade i Catalogue of Life.